# Chaise gondole

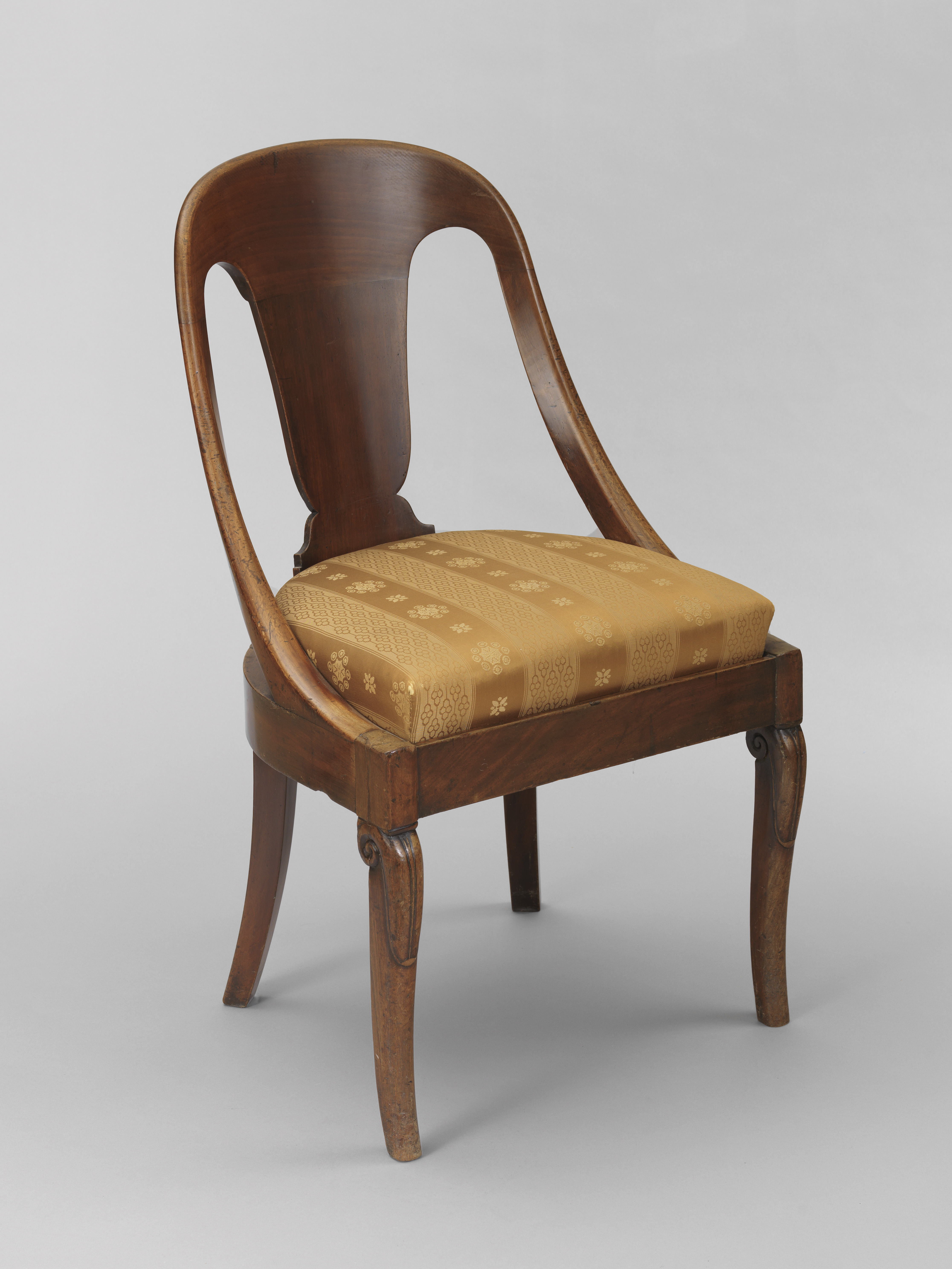
Chaise gondole du XIX.

La chaise gondole est une des rares nouveautés du style Directoire dont la caractéristique principale réside en la forme arrondie et enveloppante du dossier, surtout à la hauteur des épaules, dont les montants latéraux et cintrés viennent rejoindre la ceinture du siège.
Le piétement est semblable aux autres sièges de cette époque. Les matières utilisées sont les bois fruitiers, l’acajou ou le bois blanc peint.

## Évolution
- Sous le style Empire  la chaise ne subit qu’une légère simplification de forme : moins de fioritures, épuration générale des lignes. À partir de 1806, à la suite du blocus sur les transports maritimes imposé aux Britanniques, les bois d’acajou sont remplacés par des bois locaux comme le noyer, l'érable, le tilleul et le frêne.

- Sous la Restauration  le style gondole est très à la mode et les sièges prennent de légères décorations sur la traverse supérieure, la marqueterie est aussi utilisée.

- Avec le style Louis-Philippe  le dossier est constitué de deux croisillons, la forme du piétement  avant est en cuisse de grenouille et à l’arrière en sabre.